# Шенереј (Лоара)
Шенереј (фр. Chenereilles) насеље је и општина у источној Француској у региону Рона-Алпи, у департману Лоара која припада префектури Монбризон.
По подацима из 2011. године у општини је живело 487 становника, а густина насељености је износила 54,29 становника/km². Општина се простире на површини од 8,97 km². Налази се на средњој надморској висини од 675 метара (максималној 749 m, а минималној 428 m).

## Демографија
| 1962. | 1968. | 1975. | 1982. | 1990. | 1999. | 2011. |
| ----- | ----- | ----- | ----- | ----- | ----- | ----- |
| 235   | 260   | 209   | 247   | 264   | 312   | 487   |

График промене броја становника у току последњих година